# Midvintertävlingen
Midvintertävlingen var en kombinerad tillförlitlighets- och orienteringstävling för motorcyklar, var på sin tid en av Sveriges förnämsta tävlingar i sitt slag och arrangerades av Svenska Motorcykelklubben (sedermera Svenska Motorklubben) 1917 och 1920–1931 i januari eller februari månad.
Midvintertävlingen, som endast omfattade solomaskiner, kördes under två dagar, företrädesvis på banor i Mellansverige. Sträckan var omkring 300 km lång och bekantgjordes för de deltagande först dagen före starten. Den första Midvinterpokalen, som gällde ett av AB Bäckdahl & Co till Svenska Motorcykelklubben 1915 skänkt vandringspris, erövrades för alltid 1926 av Carl E. Eriksson på Wanderer (genom segrar 1921, 1923 och 1926). En andra pokal, skänkt av Nils Stille 1928, togs av Oscar W. Wilhelmsson på Husqvarna 1931 (1928–1931). Om en tredje midvinterpokal, skänkt av Husqvarna Vapenfabriks AB 1931, tävlades endast 1931, då Ola Byström.